# Franciscus Sylvius
Franciscus Sylvius (1614 - 1672), també conegut com a Franciscus de le Boë Sylvius o simplement Silvi, fou un metge, anatomista i científic neerlandès. Va néixer a Hanau, Alemanya, però va treballar i va morir als Països Baixos. El 1658 va ser nomenat professor de medicina a la Universitat de Leiden, càrrec pel qual cobrava 1800 florins, el doble del sou habitual.

## Obra
Va ser nomenat vicerector de la Universitat en 1669 i va fundar l'Escola iatroquímica de Medicina, d'acord amb la seva creença que tots els processos vitals i les malalties es basaven en reaccions químiques. Aquesta escola de pensament intentava comprendre la medicina en termes de regles universals fisicoquímiques. Silvi també va introduir el concepte d'«afinitat química» com una manera de comprendre els mecanismes electrolítics del cos humà i va contribuir enormement a l'estudi de la digestió i dels fluids orgànics. La seva obra més destacada és Praxeos medicae idea nova (Nova idea en la pràctica de la medicina), de 1671. Les seves obres completes van ser publicades en 1671. Va ser un dels primers defensors del sistema circulatori sanguini als Països Baixos, i també se li atribueix la invenció de la ginebra.
Va investigar l'estructura del cervell humà i va descobrir la cissura cerebral que porta el seu nom (cissura de Silvi).